# Григорий Калидис
Григорий Калидис (на гръцки: Γρηγόριος Καλλίδης) е гръцки православен духовник и светец.

## Биография
Григорий е роден на 24 януари 1844 година в Кумвао (Кумбаг), Одрински вилает, Османската империя, днес Турция. Работи при силиврийския, а по-късно серски митрополит Мелетий, който го ръкополага за дякон на 26 февруари 1862 година. Учи в Сяр при Йоанис Пантазидис, после в Ризарио и в Богословския факултет на Атинския университет. В Атина митрополит Теофил Атински го прави архидякон. В 1873 година преподава в Родосто по покана на митрополит Панарет Ираклийски, който го ръкополага за свещеник на в 1873 година. На следната 1874 година става протосингел на митрополит Панарет. На 24 март 1875 година е избран и на 30 март ръкоположен за назиански епископ, викарен епископ в Ираклийската митрополия. Ръкополагането е извършено от митрополит Захарий Силиврийски в съслужение с епископите Григорий Мириофитски и Доситей Метрески.
През март 1879 година е изпратен от Цариградската патриаршия в Одринската епархия като екзарх, тъй като митрополит Дионисий заминава за Цариград да се лекува.
След тримесечен престой в Одрин е избран на 12 май 1879 година за митрополит на Трапезундската епархия при патриарх Йоаким III Константинополски. В Трапезунд взима мерки за защита на паството си от новозаселените турци бежанци, както и за намаляване на данъчното му облагане. Успява да поема управлението и на трите дотогава ставропигиални манастира „Света Богородица Сумела“, Вазелон и Перистереота.
Митрополит Калиник Солунски влиза в конфликт със Солунската гръцка община, още в 1882 година. В 1883 година този конфликт се засилва, като митрополитът е обвиняван, че забавя развитието на гръцко учебно дело в града. Въпреки посредничеството на серския и драмския митрополит, Патриаршията е принудена да замени Калиник с Григорий. На 29 декември 1884 година Григорий е избран за солунски митрополит срещу Григорий Пловдивски и Герман Драмски, а на 20 март 1885 година интронизиран в Солун. В Солун Григорий също се сблъства с търговската патрия в общината, която се оплаква от него в Цариград. Григорий заминава за Цариград, където на 29 април 1889 година е оправдан, но не се връща в Солун.
На 25 септември 1889 година е избран за янински митрополит. Заминава за Янина, но в 1892 година отново се установява в Цариград, където е председател на Управителния съвет на печатницата, председател на Управителния съвет на манастирските имоти, член на Управителния съвет на Семинарията в Халки и председател на църковния съд. През май 1894 година отново се установява в Янина. По време на Гръцко-турската война в 1897 година заедно с гръцкия генерален консул успява да запази Янина от разграбване.
На 22 май 1902 година е избран за ираклийски митрополит със 7 гласа срещу митрополитите Антим Амасийски (4 гласа) и Константий Берски (1 глас).
След Гръцко-турската война, в 1922 година бяга от Източна Тракия и се установява в Солун. След кратко боледуване умира на 25 юли 1925 година в Солун и е погребан в солунската църква „Света София“.
На 22 май 2003 година с патриаршески и синодален акт е вписан сред светците на Православната църква.